# Freddy Lucq
Freddy Lucq (1 maart 1953) is een Belgische voormalige atleet, die gespecialiseerd was in de sprint. Hij werd eenmaal Belgisch kampioen.

## Biografie
Lucq werd in 1972 Belgisch kampioen op de 200 m. Hij was aangesloten bij AA Gent.

## Belgische kampioenschappen
| Onderdeel | Jaar |
| --------- | ---- |
| 200 m     | 1972 |

## Persoonlijke records
| Onderdeel | Prestatie | Datum           | Plaats  |
| --------- | --------- | --------------- | ------- |
| 200 m     | 21,8 s    | 6 augustus 1972 | Brussel |

## Palmares
200 m
- 1972:  BK AC - 21,8 s